# Мюррей, Энн (поп-певица)
Энн Мюррей CC (англ. Anne Murray; род. 20 июня 1945) — канадская поп-певица, известная как исполнительница музыки кантри. Самая известная канадская исполнительница поп-музыки 1970-х годов, многократный лауреат премий «Грэмми» и «Джуно», член Зала славы канадской музыки (1993).

## Биография
Энн Мюррей родилась в маленьком шахтёрском городке Спрингхилл в Новой Шотландии в семье врача и медсестры. Как вспоминает сама Энн, она начала петь, потому что хотела делать что-то лучше, чем её пятеро братьев. Среди кумиров её детства были Конни Фрэнсис, Бадди Холли, Бинг Кросби, Бобби Дарин, Розмари Клуни и Патти Пейдж, и она пела в нескольких разных жанрах, включая кантри, госпел и классическую музыку. Это разнообразие репертуара она сохранила и в годы профессиональной карьеры.
Работая преподавательницей физкультуры, Мюррей в 1960-е годы параллельно пела в канадском телешоу Sing-Along Jubilee. Музыкальный руководителем этой программы являлся Брайан Ахерн, который в итоге и спродюсировал её дебютный альбом What About Me (1968). По меркам релиза независимого лейбла пластинка была хорошо принята, и вскоре Мюррей получила контракт уже с крупной звукозаписывающей компанией Capitol Records.
Второй альбом Мюррей, This Is My Way, вышедший в 1970 году, принес ей известность благодаря хиту «Snowbird». В 70-е годы эта песня была одной из самых популярных в Северной Америке, а сама Мюррей стала первой канадской певицей, чей диск получил в США статус «золотого». Она была также номинирована в этот год на «Грэмми» как лучший новый исполнитель, но с первого раза эту престижную премию выиграть не смогла; впоследствии она станет четырёхкратным лауреатом «Грэмми» в разных номинациях. Мюррей активно гастролировала вплоть до 1975 года, в котором она вышла замуж и сделала перерыв в карьере (в это время также закончилось её сотрудничество с Ахерном). В 1978 году певица вернулась к активной деятельности, получив новую волну успеха.
Всего за время карьеры Мюррей записала более 30 альбомов, включая детский диск There’s a Hippo in My Tub и несколько дисков рождественских песен. Среди её альбомов также диск, записанный дуэтом со звездой американской музыки кантри Гленом Кэмпбеллом. Общее количество проданных экземпляров её дисков превысило 24 миллиона, когда в 1993 году вышел её двадцать девятый альбом Croonin, составленный из любовных песен 50-х годов. В 1996 году она вела 25-ю церемонию вручения премии «Джуно». Последний студийный альбом Мюррей вышел в 2007 году. На этом диске, Anne Murray Duets: Friends & Legends, она исполняет 17 своих лучших хитов дуэтом с другими знаменитыми поп-звездами: Селин Дион, Шанайей Твейн, Нелли Фуртадо, Дженн Арден и k.d. lang. Всего за два месяца продаж альбом, достигший в канадском чарте второго места, стал дважды платиновым (более 200 тысяч экземпляров). В феврале и марте 2008 года Мюррей проводит своё прощальное турне по США, а в апреле и мае по Канаде. В 2009 году вышла книга её мемуаров «Всё обо мне» (англ. All of Me), вошедшая в список канадских бестселлеров.

## Награды и звания
Энн Мюррей восемь раз (в 1972, 1973, 1974, 1975, 1979, 1980, 1981 и 1982 годах) завоёвывала премию «Джуно» в номинации «певица года». Она также многократно становилась лауреатом этой премии в таких номинациях, как «лучшая певица в жанре кантри», «альбом года» (за альбомы  Danny’s Song, New Kind of Feeling и Greatest Hits), «альбом года в жанре кантри» и прочие.
В 1975 году Энн Мюррей была произведена в офицеры ордена Канады (с 1984 года компаньон). В 1993 году она завоевала премию «Джемини» за лучшее выступление в развлекательном телешоу и стала членом Зала славы канадской музыки. В 1995 году она получила Премию генерал-губернатора за исполнительское мастерство, а в 1998 году стала одной из первых исполнителей, удостоившихся звезды на Аллее славы Канады. В 2006 году вместе с Леонардом Коэном она была внесена в списки виртуального Зала славы авторов канадских песен. В 2002 году Мюррей стала кавалером ордена Новой Шотландии. Она имеет почётные ученые звания университетов Нью-Брансуика, Острова Принца Эдуарда и Сент-Мэри. В 2007 году почтовая служба Канады выпустила марку с её портретом; три других марки серии изображали Пола Анку, Гордона Лайтфута и Джони Митчелл. В 2010 году Энн Мюррей стала одной из восьмерых канадцев, которым было доверено нести олимпийский флаг на церемонии открытия зимней Олимпиады в Ванкувере.
Помимо канадских наград, Энн Мюррей неоднократно завоевывала престижные международные премии и награды:
- 1975 — «Грэмми» в номинации «лучшее вокальное исполнение кантри» (за песню Love Song)
- 1978 — премия Академии кантри в номинации «лучшая песня года» (за песню You Needed Me)
- 1979 — «Грэмми» в номинации «лучшее женское вокальное поп-исполнение» (за песню You Needed Me)
- 1980 — звезда на голливудской Аллее славы[11]
- 1981 — «Грэмми» в номинации «лучшее вокальное исполнение кантри» (за песню Could I Have This Dance?)
- 1982 — American Music Award в номинации «самый популярный сингл в жанре кантри» (за песню Could I Have This Dance?)
- 1984 — «Грэмми» в номинации «лучшее вокальное исполнение кантри» (за песню A Little Good News)
- 1984 — премия Ассоциации музыки кантри в номинации «сингл года» (за песню A Little Good News)
- 1984 — премия Ассоциации музыки кантри в номинации «альбом года» (за альбом A Little Good News)
- 1985 — премия Ассоциации музыки кантри в номинации «вокальный дуэт года» (с Дейвом Логгинсом)

Энн Мюррей входит в списки лучших исполнителей музыки кантри по версии Country Music Television и лучших исполнителей музыки стиля adult contemporary по версии журнала Billboard.